# The Maple Leaf Forever
The Maple Leaf Forever (in inglese, letteralmente, "La foglia d'acero per sempre") è una canzone patriottica canadese, scritta nell'ottobre 1867, anno di nascita della Confederazione canadese, da Alexander Muir (1830–1906), il quale la scrisse dopo aver combattuto nella battaglia di Ridgeway contro i feniani. La canzone divenne talmente popolare nelle regioni anglofone del Canada da essere stata utilizzata per diversi anni come inno nazionale, sebbene non ufficialmente. La canzone divenne de facto inno del Canada nel 1965, quando sostituì God save the Queen negli eventi sportivi. Nel 1980, a causa dei sentimenti anglofili della canzone, fu sostituita da O Canada. 

## Testo
Testo originale
| In days of yore, from Britain's shore, Wolfe, the dauntless hero, came And planted firm Britannia's flag On Canada's fair domain. Here may it wave, our boast, our pride And, joined in love together, The thistle, shamrock, rose entwine The Maple Leaf forever! Chorus: The Maple Leaf, our emblem dear, The Maple Leaf forever! God save our Queen and Heaven bless The Maple Leaf forever! At Queenston Heights and undy's Lane, Our brave fathers, side by side, For freedom, homes and loved ones dear, Firmly stood and nobly died; And those dear rights which they maintained, We swear to yield them never! Our watchword evermore shall be "The Maple Leaf forever!" Chorus Our fair Dominion now extends From Cape Race to Nootka Sound; May peace forever be our lot, And plenteous store abound: And may those ties of love be ours Which discord cannot sever, And flourish green o'er freedom's home The Maple Leaf forever! Chorus On merry England's far famed land May kind heaven sweetly smile, God bless old Scotland evermore and Ireland's Em'rald Isle! And swell the song both loud and long Till rocks and forest quiver! God save our Queen and Heaven bless The Maple Leaf forever! Chorus |

Traduzione
| In un tempo passato, dalle coste della Gran Bretagna Giunse Wolfe, l’eroe intrepido, e piantò la salda bandiera della Britannia Sulla bella terra del Canada. Possa essa, nostro vanto, nostro onore, ondeggiare qui, E il cardo, il trifoglio,la rosa, Uniti insieme nell’amore, intreccino La foglia d’acero per sempre! Ritornello: La foglia d’acero, il nostro caro simbolo, La foglia d’acero per sempre! Dio salvi la Regina e il Cielo benedica La foglia d’acero per sempre! A Queenston Heights e Lundy’s Lane, I nostri coraggiosi padri, fianco a fianco, Per la libertà, le case ed i loro cari, Rimasero saldi e morirono nobilmente; E giuriamo che mai cederemo quei cari diritti che essi hanno difeso! La nostra parola d'ordine sarà sempre "La foglia d'acero per sempre!" Ritornello: Ora il nostro bel Dominion s’estende Da Cape Race a Nootka Sound; La pace sia sempre una nostra proprietà, e un’abbondante scorta: E quei vincoli d’amore, che la discordia Non può separare, siano nostri, E prosperi rigogliosa sopra la patria della libertà La foglia d’acero per sempre! Ritornello: Possa il Cielo sorridere dolcemente sulla bella Inghilterra, terra famosa e lontana, Dio benedica sempre la vecchia Scozia E l'Irlanda, isola color smeraldo! E il canto possa aumentare in forza e lunghezza Finché le rocce e la selva non tremeranno! Dio salvi la Regina e il Cielo benedica La foglia d'acero per sempre! Ritornello: |